# Проривинська сільська рада
Прори́винська сільська рада (рос. Прорывинский сельский совет) — сільське поселення у складі Звіриноголовського району Курганської області Росії.
Адміністративний центр та єдиний населений пункт — село Проривне.
Населення сільського поселення становить 1036 осіб (2017; 1229 у 2010, 1388 у 2002).